# Nagoya Grampus
Nagoya Grampus (名古屋グランパス Nagoya Guranpasu) (名古屋グランパス Nagoya Guranpasu) (officielt kendt som Nagoya Grampus Eight (名古屋グランパスエイト Nagoya Guranpasu Eito) (名古屋グランパスエイト Nagoya Guranpasu Eito)) er en japansk fodboldklub, der spiller i J1 League, efter oprykningen fra J2 League i 2017. Klubben er baseret i Nagoya, Aichi Prefecture og blev grundlagt som virksomhedshold af Toyota Motor Corp. i 1939. Klubben har hjemmebane både på Mizuho Athletic Stadion (kapacitet 27,000 og J. Leagues ældste stadion) og det meget større Toyota Stadium (kapacitet 45,000).
Holdet havde sin mest succesfulde sæson op til 1995, hvor det blev styret af Arsène Wenger, som er kendt for sine bedrifter for Arsenal. De vandt Emperor's Cup, og sluttede på andenpladsen i J. League med Dragan Stojković og Gary Lineker på holdet. 1995-succesen blev overskygget den 20. november 2010, da klubben vandt sit første J. League trofæ, under ledelse af Stojković.
Holdets navn stammer fra de to mest fremtrædende symboler for Nagoya: de to gyldne rissosdelfiner (Grampus griseus)  på toppen af Nagoya Castle, og Maru-Hachi (Cirkel otte), byens officielle symbol.

## Historiske slutplaceringer
| Sæson | Niveau | Liga      | Placering | Kilde | Notering |
| ----- | ------ | --------- | --------- | ----- | -------- |
| 2019  | 1.     | J1 League | 15.       | [ 2 ] |          |
| 2020  | 1.     | J1 League | 15.       | [ 3 ] |          |
| 2021  | 1.     | J1 League | 3.        | [ 4 ] |          |
| 2022  | 1.     | J1 League | 8.        | [ 5 ] |          |
| 2023  | 1.     | J1 League | 6.        | [ 6 ] |          |
| 2024  | 1.     | J1 League | 11.       | [ 7 ] |          |